# Astroland
Astroland era un parque temático de 1,3 hectáreas en Coney Island, Brooklyn, Nueva York, abierto en 1962. Estaba localizado en el 1000 de Surf Avenue (en la esquina oeste en el cruce con la 10.ª calle) en el paseo marítimo. Cerró sus puertas el 7 de septiembre de 2008.

## Historia
Astroland fue el primer parque temático construido sobre la era espacial cuando abrió en 1962, a pesar de que años más tarde "una visita era más como viajar al pasado que al futuro."  Algunos de las atracciones más recientes eran similares a atracciones de feria normalea, pero otros ofrecían una experiencia kitsch de la que se carecía de en parques de atracciones modernos.
En 1955, Dewey Albert y sus amigos Nathan Handwerker, Herman Rapps, Sidney Robbins y Paul Yampo formaron una empresa llamada Coney Island Enterprises. En 1957, Rapps y Albert anunciaron que construirían Wonderland.  A través de una serie de adquisiciones, juntos construyeron lo que hoy es conocido como Astroland, con los paseos que incluyen la torre de observación Tower to the Stars o Astrotower, el Cape Canaveral Satellite Jet, que emulaba un viaje a la Luna, la skyride Mercury Capsule, llevando clientes en coches con forma de burbuja a través del parque al paseo marítimo, y las Neptune Diving Bells, un duplicado de una atracción de Atlantic City que llevaba a los cliwntes 30 pies para abajo en un tanque para ver marsopas y peces. En junio de 1975 Astroland estuvo escogido para ser el operador nuevo del Cyclone, la famosa montaña rusa de madera, la cual estaba en tierra del Departamento de Parques. El 12 de julio de 1975, un fuego desatado a primera hora de la mañana arrasó gran parte del parque, pero fueron capaces de reconstruirlo.
El 28 de noviembre de 2006, Astroland fue vendido por la familia Albert de los Estados Unidos por 30 millones de dólares a Thor Equities, el cual planeaba a rediseñar el área como un resort para todo el año por mil millones y medio de dólares. Bajo el acuerdo, los Albert continuarían operando Cyclone. En aquel momento, los Albert esperaban reubicar atracciones como el flume y la Astrotower a otra parte del barrio.
Después de la venta, apareció la oposición al plan de reubicación. Aparecieron esfuerzos apoyando la prolongación de la existencia de Astroland para la temporada de verano de 2008. Astroland celebró el 45.º aniversario de su apertura el 1 de abril de 2007.
El 24 de octubre de 2007 fue anunciado que la familia Albert y Thor habían logrado un acuerdo, y que Astroland reabriría el 16 de marzo de 2008.  Aun así, después de unos cuantos meses sin poder lograr ningún acuerdo entre las dos partes, Astroland cerró encima 7 de septiembre de 2008. Fue reemplazado en 2009 por un parque nuevo llamó Dreamland Amusement Park. Un parque de atracciones nuevo llamado Luna Park, nombrado en honor al original y famoso Luna Park de Brooklyn y otro Luna Park de principios del siglo XX, abierto para la temporada 2010 el 29 de mayo en el sitio que antes ocupaba Astroland.
El cofundador de Astroland, Jerry Albert, murió el 15 de marzo de 2012, después de una larga batalla con enfermedad de Parkinson.
El 12 de julio de 2013, Luna Park fue evacuado como precaución debido a un problema con el balanceo de la Astrotower El FDNY respondió al parque después de preocupaciones con respecto a la integridad estructural del susodicha atracción, la cual estaba situada en el centro de la zona de atracciones.
Debido al riesgo potencial a otros atracciones situadas en el área de la torre, aquellas atracciones estuvieron cerradas en el 4 de julio. Una porción inicial de la Astrotower fue retirada al comienzo de la noche del 3 de julio. El equipo de demolición trabajó durante la noche para que la mañana del 4 de julio sacasen parte de la Astrotower, y Luna Park se reabrió a los visitantes a las 15:00. El 6 de julio, la Astrotower había sido reducida a unos cuatro pies altura y las piezas fueron vendidas a chatarrerías locales.

## Atracciones

### Atracciones de adulto
- Musik Express (MONAE) (operado solo en 2008)
- Power Surge (hasta mediados de 2006) (vendida a Australia) (una power surge se encuentra en el actual Luna Park)
- Top Spin 2
- Coney Island Cyclone
- Water Flume (Arrow)
- Pirate Ship
- Bumper Cars
- Dante's Inferno
- Break Dance reubicado de Lincoln Park en Massachusetts. Reabierto en 1988.
- Torre de observación Astrotower (demolida en 2013)
- Tilt-A-Whirl
- Scrambler actualmente opera en el vecino Denos Wonder Wheel Amusement Park.
- Enterprise (reemplazada por Top Spin)
- Super Himalaya (Mack) (reemplazada por Power Surge)
- Wave Swinger (reemplazada por Pirate Ship)
- Rainbow (reemplazada por Break Dance)
- Bayern Kurve (reemplazada por Super Himalaya)
- Round Up (viejo Astroland)
- Paratrooper (viejo Astroland)
- Satellite Jet (viejo Astroland)
- Diving Bells (viejo Astroland)
- Skyride Mercury Capsule (viejo Astroland)

### Atracciones infantiles
- Pirate Jet
- Mini Tea Cups
- Frog Hopper
- Motorcycle Jump
- Super
- Himalaya
- Fire Engines
- Big Apple Coaster
- Mini Trucks
- Convoy
- Popeye Boats
- Circuit 2000
- Carousel
- Kiddie Roller Coaster (reemplazada por Big Apple Coaster)
- Dune Buggy Jump

### Otras atracciones
- Más de diez juegos de habilidad
- Tres arcades
- Dos restaurantes de estilo Coney Island

## En la cultura popular
Astroland aparece en la película El Mago del año 1978, en la película Los amos de la noche del año 1979 y también en la película de Niñera a la fuerza del año 2003. Aparece también en el 21.er episodio de la tercera temporada de CSI: Nueva York, emitido en abril de 2007, presentó el parque como una ubicación, y hacía referencia a una venta de 30 millones de dólares desarrolladores de condominio. Una escena en la película The Code del año 2009 tiene lugar allí. Fue también la ubicación del videoclip Summer Girls, del grupo LFO. Es mencionado en la canción Brooklyn, de Woodkid.